# Trochosa corporaali
Trochosa corporaali är en spindelart som först beskrevs av Eduard Reimoser 1935.  Trochosa corporaali ingår i släktet Trochosa och familjen vargspindlar. Inga underarter finns listade i Catalogue of Life.